# (5055) Opekushin
(5055) Opekushin (1986 PB5) – planetoida z pasa głównego asteroid okrążająca Słońce w ciągu 5,44 lat w średniej odległości 3,09 j.a. Odkryta 13 sierpnia 1986 roku.